# Curling-Europameisterschaft

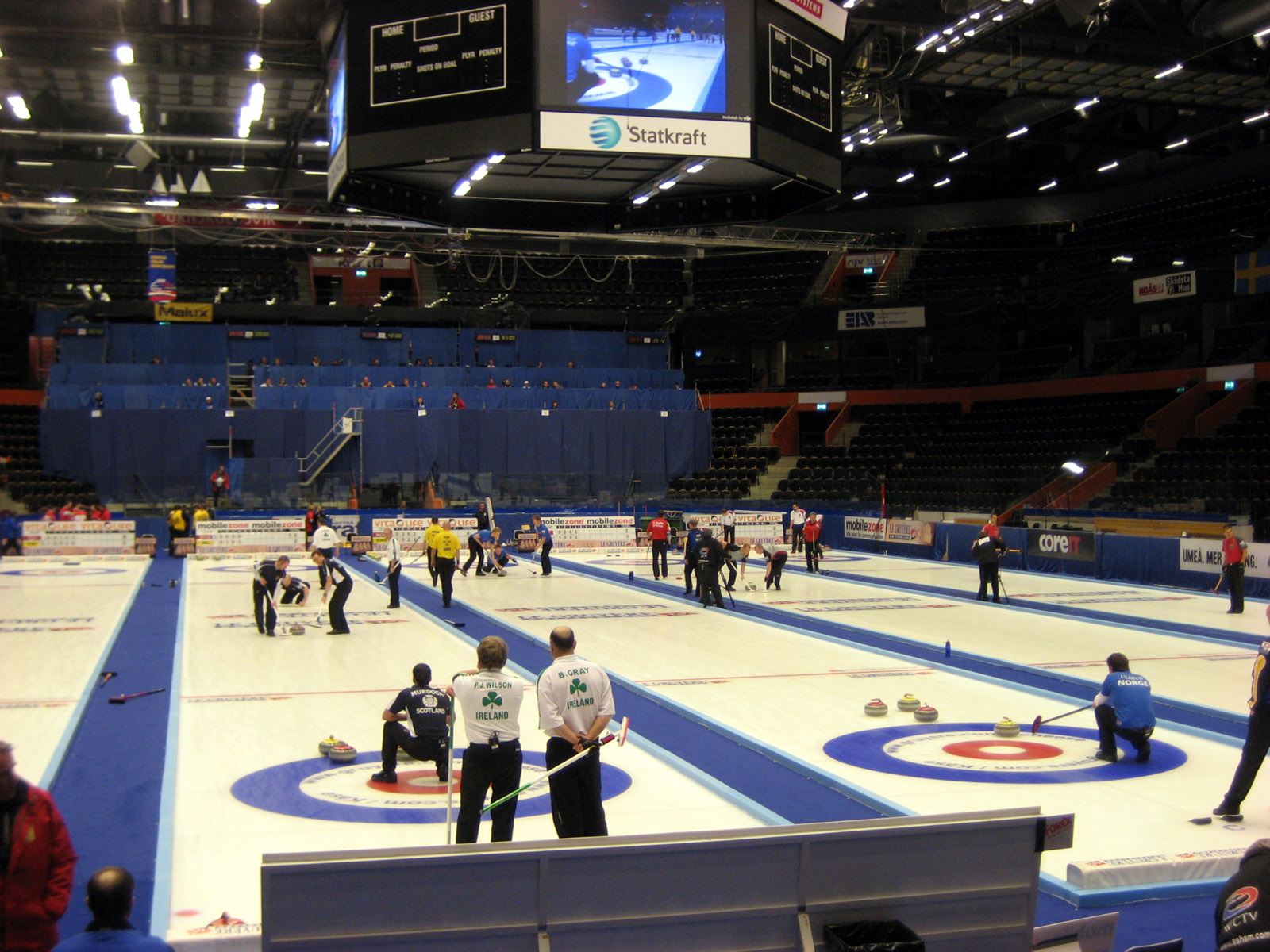
Spielszene EM 2008

Die Curling-Europameisterschaften sind ein jährlich stattfindendes Turnier, um die besten Curling-Teams Europas zu ermitteln. Sie finden jeweils Ende Herbst statt und bilden den Auftakt zur Curling-Saison. Die besten acht Mannschaften qualifizieren sich für die Weltmeisterschaften. Die Organisation der Turniere erfolgt durch die World Curling Federation (WCF).
Aufgrund der COVID-19-Pandemie wurden die Europameisterschaften 2020, die im norwegischen Lillehammer hätten stattfinden sollen, vom Weltverband WCF ersatzlos abgesagt.

## Europameisterschaften der Herren

### Turniere im Überblick
| Jahr         | Austragungsort                       | Gold                                              | Silber                                            | Bronze                                            |
| ------------ | ------------------------------------ | ------------------------------------------------- | ------------------------------------------------- | ------------------------------------------------- |
| 1975 Details | Megève (Frankreich)                  | Norwegen                                          | Schweden                                          | Schottland                                        |
| 1976 Details | West-Berlin (Deutschland)            | Schweiz                                           | Norwegen                                          | Schottland Schweden                               |
| 1977 Details | Oslo (Norwegen)                      | Schweden                                          | Schottland                                        | BR Deutschland                                    |
| 1978 Details | Aviemore (Schottland)                | Schweiz                                           | Schweden                                          | Dänemark                                          |
| 1979 Details | Varese (Italien)                     | Schottland                                        | Schweden                                          | Italien Norwegen                                  |
| 1980 Details | Kopenhagen (Dänemark)                | Schottland                                        | Norwegen                                          | Schweden                                          |
| 1981 Details | Grindelwald (Schweiz)                | Schweiz                                           | Schweden                                          | Dänemark                                          |
| 1982 Details | Kirkcaldy (Schottland)               | Schottland                                        | BR Deutschland                                    | Schweiz                                           |
| 1983 Details | Västerås (Schweden)                  | Schweiz                                           | Norwegen                                          | Schottland                                        |
| 1984 Details | Morzine (Frankreich)                 | Schweiz                                           | Schottland                                        | Norwegen                                          |
| 1985 Details | Grindelwald (Schweiz)                | BR Deutschland                                    | Schweden                                          | Norwegen                                          |
| 1986 Details | Kopenhagen (Dänemark)                | Schweiz                                           | Schweden                                          | Norwegen                                          |
| 1987 Details | Oberstdorf (Deutschland)             | Schweden                                          | Norwegen                                          | Schweiz                                           |
| 1988 Details | Perth (Schottland)                   | Schottland                                        | Norwegen                                          | Schweiz                                           |
| 1989 Details | Engelberg (Schweiz)                  | Schottland                                        | Norwegen                                          | BR Deutschland                                    |
| 1990 Details | Lillehammer (Norwegen)               | Schweden                                          | Schottland                                        | Norwegen                                          |
| 1991 Details | Chamonix (Frankreich)                | Deutschland                                       | Schottland                                        | Schweiz                                           |
| 1992 Details | Perth (Schottland)                   | Deutschland                                       | Schweden                                          | Schottland Schweiz                                |
| 1993 Details | Leukerbad (Schweiz)                  | Norwegen                                          | Dänemark                                          | Schweiz                                           |
| 1994 Details | Sundsvall (Schweden)                 | Schottland                                        | Schweiz                                           | Schweden                                          |
| 1995 Details | Grindelwald (Schweiz)                | Schottland                                        | Schweiz                                           | Norwegen                                          |
| 1996 Details | Kopenhagen (Dänemark)                | Schottland                                        | Schweden                                          | Schweiz                                           |
| 1997 Details | Füssen (Deutschland)                 | Deutschland                                       | Dänemark                                          | Schottland                                        |
| 1998 Details | Flims (Schweiz)                      | Schweden                                          | Schottland                                        | Norwegen                                          |
| 1999 Details | Chamonix (Frankreich)                | Schottland                                        | Dänemark                                          | Finnland                                          |
| 2000 Details | Oberstdorf (Deutschland)             | Finnland                                          | Dänemark                                          | Schweden                                          |
| 2001 Details | Vierumäki (Finnland)                 | Schweden                                          | Schweiz                                           | Finnland                                          |
| 2002 Details | Grindelwald (Schweiz)                | Deutschland                                       | Schweden                                          | Norwegen                                          |
| 2003 Details | Courmayeur (Italien)                 | Schottland                                        | Schweden                                          | Dänemark                                          |
| 2004 Details | Sofia (Bulgarien)                    | Deutschland                                       | Schweden                                          | Norwegen                                          |
| 2005 Details | Garmisch-Partenkirchen (Deutschland) | Norwegen                                          | Schweden                                          | Schottland                                        |
| 2006 Details | Basel (Schweiz)                      | Schweiz                                           | Schottland                                        | Schweden                                          |
| 2007 Details | Füssen (Deutschland)                 | Schottland                                        | Norwegen                                          | Dänemark                                          |
| 2008 Details | Örnsköldsvik (Schweden)              | Schottland                                        | Norwegen                                          | Deutschland                                       |
| 2009 Details | Aberdeen (Schottland)                | Schweden                                          | Schweiz                                           | Norwegen                                          |
| 2010 Details | Champéry (Schweiz)                   | Norwegen                                          | Dänemark                                          | Schweiz                                           |
| 2011 Details | Moskau (Russland)                    | Norwegen                                          | Schweden                                          | Dänemark                                          |
| 2012 Details | Karlstad (Schweden)                  | Schweden                                          | Norwegen                                          | Tschechien                                        |
| 2013 Details | Stavanger (Norwegen)                 | Schweiz                                           | Norwegen                                          | Schottland                                        |
| 2014 Details | Champéry (Schweiz)                   | Schweden                                          | Norwegen                                          | Schweiz                                           |
| 2015 Details | Esbjerg (Dänemark)                   | Schweden                                          | Schweiz                                           | Norwegen                                          |
| 2016 Details | Renfrewshire (Schottland)            | Schweden                                          | Norwegen                                          | Schweiz                                           |
| 2017 Details | St. Gallen (Schweiz)                 | Schweden                                          | Schottland                                        | Schweiz                                           |
| 2018 Details | Tallinn (Estland)                    | Schottland                                        | Schweden                                          | Italien                                           |
| 2019 Details | Helsingborg (Schweden)               | Schweden                                          | Schweiz                                           | Schottland                                        |
| 2020         | Lillehammer (Norwegen)               | aufgrund der COVID-19-Pandemie ersatzlos abgesagt | aufgrund der COVID-19-Pandemie ersatzlos abgesagt | aufgrund der COVID-19-Pandemie ersatzlos abgesagt |
| 2021 Details | Lillehammer (Norwegen)               | Schottland                                        | Schweden                                          | Italien                                           |
| 2022 Details | Östersund (Schweden)                 | Schottland                                        | Schweiz                                           | Italien                                           |
| 2023 Details | Aberdeen (Schottland)                | Schottland                                        | Schweden                                          | Schweiz                                           |
| 2024 Details | Lohja (Finnland)                     | Deutschland                                       | Schottland                                        | Norwegen                                          |

### Medaillenspiegel
Nach 49 Europameisterschaften (Stand 2024)
| Platz | Land        | Gold | Silber | Bronze | Gesamt |
| ----- | ----------- | ---- | ------ | ------ | ------ |
| 1     | Schottland  | 16   | 8      | 8      | 32     |
| 2     | Schweden    | 12   | 16     | 5      | 33     |
| 3     | Schweiz     | 8    | 7      | 12     | 27     |
| 4     | Deutschland | 7    | 1      | 3      | 11     |
| 5     | Norwegen    | 5    | 12     | 12     | 29     |
| 6     | Finnland    | 1    | —      | 2      | 3      |
| 7     | Dänemark    | —    | 5      | 5      | 10     |
| 8     | Italien     | —    | —      | 4      | 4      |
| 9     | Tschechien  | —    | —      | 1      | 1      |
|       | Gesamt      | 49   | 49     | 52     | 150    |

## Europameisterschaften der Damen

### Turniere im Überblick
| Jahr         | Austragungsort                       | Gold                                              | Silber                                            | Bronze                                            |
| ------------ | ------------------------------------ | ------------------------------------------------- | ------------------------------------------------- | ------------------------------------------------- |
| 1975 Details | Megève (Frankreich)                  | Schottland                                        | Schweden                                          | Schweiz                                           |
| 1976 Details | West-Berlin (Deutschland)            | Schweden                                          | Frankreich                                        | England Schottland                                |
| 1977 Details | Oslo (Norwegen)                      | Schweden                                          | Schweiz                                           | Schottland                                        |
| 1978 Details | Aviemore (Schottland)                | Schweden                                          | Schweiz                                           | Schottland                                        |
| 1979 Details | Varese (Italien)                     | Schweiz                                           | Schweden                                          | Schottland                                        |
| 1980 Details | Kopenhagen (Dänemark)                | Schweden                                          | Norwegen                                          | BR Deutschland Schottland                         |
| 1981 Details | Grindelwald (Schweiz)                | Schweiz                                           | Schweden                                          | Dänemark                                          |
| 1982 Details | Kirkcaldy (Schottland)               | Schweden                                          | Italien                                           | Schweiz                                           |
| 1983 Details | Västerås (Schweden)                  | Schweden                                          | Norwegen                                          | Schweiz                                           |
| 1984 Details | Morzine (Frankreich)                 | BR Deutschland                                    | Schweden                                          | Schweiz                                           |
| 1985 Details | Grindelwald (Schweiz)                | Schweiz                                           | Schottland                                        | Norwegen                                          |
| 1986 Details | Kopenhagen (Dänemark)                | BR Deutschland                                    | Schweiz                                           | Dänemark                                          |
| 1987 Details | Oberstdorf (Deutschland)             | BR Deutschland                                    | Schweden                                          | Norwegen                                          |
| 1988 Details | Perth (Schottland)                   | Schweden                                          | Schottland                                        | Schweiz                                           |
| 1989 Details | Engelberg (Schweiz)                  | BR Deutschland                                    | Schweiz                                           | Schweden                                          |
| 1990 Details | Lillehammer (Norwegen)               | Norwegen                                          | Schottland                                        | Schweiz                                           |
| 1991 Details | Chamonix (Frankreich)                | Deutschland                                       | Norwegen                                          | Schweden                                          |
| 1992 Details | Perth (Schottland)                   | Schweden                                          | Schottland                                        | Deutschland Norwegen                              |
| 1993 Details | Leukerbad (Schweiz)                  | Schweden                                          | Schweiz                                           | Norwegen                                          |
| 1994 Details | Sundsvall (Schweden)                 | Dänemark                                          | Deutschland                                       | Norwegen                                          |
| 1995 Details | Grindelwald (Schweiz)                | Deutschland                                       | Schottland                                        | Schweden                                          |
| 1996 Details | Kopenhagen (Dänemark)                | Schweiz                                           | Schweden                                          | Deutschland                                       |
| 1997 Details | Füssen (Deutschland)                 | Schweden                                          | Dänemark                                          | Deutschland                                       |
| 1998 Details | Flims (Schweiz)                      | Deutschland                                       | Schottland                                        | Dänemark                                          |
| 1999 Details | Chamonix (Frankreich)                | Norwegen                                          | Schweden                                          | Schweiz                                           |
| 2000 Details | Oberstdorf (Deutschland)             | Schweden                                          | Norwegen                                          | Schweiz                                           |
| 2001 Details | Vierumäki (Finnland)                 | Schweden                                          | Dänemark                                          | Schweiz                                           |
| 2002 Details | Grindelwald (Schweiz)                | Schweden                                          | Dänemark                                          | Norwegen                                          |
| 2003 Details | Courmayeur (Italien)                 | Schweden                                          | Schweiz                                           | Dänemark                                          |
| 2004 Details | Sofia (Bulgarien)                    | Schweden                                          | Schweiz                                           | Norwegen                                          |
| 2005 Details | Garmisch-Partenkirchen (Deutschland) | Schweden                                          | Schweiz                                           | Dänemark                                          |
| 2006 Details | Basel (Schweiz)                      | Russland                                          | Italien                                           | Schweiz                                           |
| 2007 Details | Füssen (Deutschland)                 | Schweden                                          | Schottland                                        | Dänemark                                          |
| 2008 Details | Örnsköldsvik (Schweden)              | Schweiz                                           | Schweden                                          | Dänemark                                          |
| 2009 Details | Aberdeen (Schottland)                | Deutschland                                       | Schweiz                                           | Dänemark                                          |
| 2010 Details | Champéry (Schweiz)                   | Schweden                                          | Schottland                                        | Schweiz                                           |
| 2011 Details | Moskau (Russland)                    | Schottland                                        | Schweden                                          | Russland                                          |
| 2012 Details | Karlstad (Schweden)                  | Russland                                          | Schottland                                        | Schweden                                          |
| 2013 Details | Stavanger (Norwegen)                 | Schweden                                          | Schottland                                        | Schweiz                                           |
| 2014 Details | Champéry (Schweiz)                   | Schweiz                                           | Russland                                          | Schottland                                        |
| 2015 Details | Esbjerg (Dänemark)                   | Russland                                          | Schottland                                        | Finnland                                          |
| 2016 Details | Renfrewshire (Schottland)            | Russland                                          | Schweden                                          | Schottland                                        |
| 2017 Details | St. Gallen (Schweiz)                 | Schottland                                        | Schweden                                          | Italien                                           |
| 2018 Details | Tallinn (Estland)                    | Schweden                                          | Schweiz                                           | Deutschland                                       |
| 2019 Details | Helsingborg (Schweden)               | Schweden                                          | Schottland                                        | Schweiz                                           |
| 2020         | Lillehammer (Norwegen)               | aufgrund der COVID-19-Pandemie ersatzlos abgesagt | aufgrund der COVID-19-Pandemie ersatzlos abgesagt | aufgrund der COVID-19-Pandemie ersatzlos abgesagt |
| 2021 Details | Lillehammer (Norwegen)               | Schottland                                        | Schweden                                          | Deutschland                                       |
| 2022 Details | Östersund (Schweden)                 | Dänemark                                          | Schweiz                                           | Schottland                                        |
| 2023 Details | Aberdeen (Schottland)                | Schweiz                                           | Italien                                           | Norwegen                                          |
| 2024 Details | Lohja (Finnland)                     | Schweiz                                           | Schweden                                          | Schottland                                        |

### Medaillenspiegel
Nach 49 Europameisterschaften (Stand 2024)
| Platz | Land        | Gold | Silber | Bronze | Gesamt |
| ----- | ----------- | ---- | ------ | ------ | ------ |
| 1     | Schweden    | 21   | 13     | 4      | 38     |
| 2     | Schweiz     | 8    | 11     | 13     | 32     |
| 3     | Deutschland | 8    | 1      | 6      | 15     |
| 4     | Schottland  | 4    | 12     | 9      | 25     |
| 5     | Russland    | 4    | 1      | 1      | 6      |
| 6     | Norwegen    | 2    | 4      | 8      | 14     |
| 7     | Dänemark    | 2    | 3      | 8      | 13     |
| 8     | Italien     | —    | 3      | 1      | 4      |
| 9     | Frankreich  | —    | 1      | —      | 1      |
| 10    | England     | —    | —      | 1      | 1      |
| 10    | Finnland    | —    | —      | 1      | 1      |
|       | Gesamt      | 49   | 49     | 52     | 150    |